# Trumanova doktrina
Trumanova doktrina je okvirni američki vanjskopolitički plan za zaustavljanje širenja komunizma u svijetu. Američki predsjednik, demokrat Harry S. Truman predstavio je doktrinu 12. ožujka 1947., nakon što je Ujedinjeno Kraljevstvo najavilo kako će s krajem ožujka 1947. godine prestati pružati podršku grčkim vlastima koje su se u Grčkom građanskom ratu borile protiv komunističkih gerilaca podupiranih iz Titove Jugoslavije, u vrijeme kada je Sovjetski Savez vršio pritisak i na Tursku kako bi dobila na korištenje vojne baza u Bosporu i Dardaneliju. Prvi konkretni američki koraci koje je na Trumanov prijedlog odobrio Kongres SAD bili su osiguranje 400 milijuna dolara (oko 4,5 milijardi dolara, prema cijenama iz 2022.) vojne i civilne pomoć Grčkoj i Turskoj, uz slanje američkoga vojnoga i civilnoga osoblja i opreme u obje te zemlje.
Prema doktrini sadržanoj u obraćanju predsjednika Trumana koje je Kongres prihvatio, Sjedinjene Američke Države - koje su se ranije u pravilu suzdržavale od uplitanja u sukobe u drugim dijelovima svijeta (»politika izolacionizma«) - preuzele su obvezu pružanja političke, gospodarske i vojne pomoći diljem svijeta onim državama koje su Sjedinjene Države smatrale demokratskima (ili barem: ne-totalitarnim), a koje bi se našle pod prijetnjom vanjskih ili unutarnjih autoritarnih snaga.

Truman je argumentirao kako SAD ne može stajati sa strane i dopustiti nasilno širenje sovjetskoga totalitarizma u neovisne slobodne zemlje, jer američka nacionalna sigurnost u novim okolnostima ne ovisi samo o fizičkoj sigurnosti američkog teritorija.
Harry S. Truman bio je pripadnik Demokratske stranke, ali je za svoju doktrinu pridobio i potporu američkih republikanaca, te su kasnije američke vlade sustavno postupale u vanjskim poslovima pridržavajući se Trumanove doktrine.
Iznošenje Trumanove doktrine bio je jedan od važnijih događaja koji su naznačili početak Hladnoga rata, zajedno s Berlinskom krizom sredinom 1948. godine.

## Idejne osnove Trumanove doktrine
Trumanova doktrina počivala je na američkih procjenama o razlozima, ciljevima i mogućnostima vanjske politike Sovjetskoga Saveza, uvelike sadržanima u povjerljivom izvješću kojega je u veljači 1946. godine uputio George F. Kennan (dokument poslije poznat kao „Dugi brzojav”, engl. Long Telegram) zamjeniku američkog veleposlanika u Moskvi; koji je potom u srpnju 1947. god. prikazan u autorskom članku istoga diplomata (i s istim glavnim idejama) te pod naslovom „The Sources of Soviet Conduct” objavljen u časopisu  Foreign Affairs (s obzirom na Kennanov tadašnji diplomatski položaj, u članku je autor naznačen s „X”, pa se ponekada navodi i kao „Članak X”, engl. X Article). U njemu se Kennan založio za vanjsku politika usmjerenu na ograničavanje (engl. containment - hladnoratovski izraz koji je skovao sam George F. Kennan) - sovjetskoga utjecaja na samo određeni broj država u svijetu. Kennanovi zaključci privukli su pažnju tvoraca američke politike, te su među njima ostavili znatan utjecaj.
Predsjednik Truman konačnu je teorijsku podlogu za proglašavanje nove američke vanjskopolitičke doktrine dobio iz opširnoga izvještaja koji su mu 24. rujna 1946. podnijeli njegovi savjetnici George Elsey i Clark Clifford (tzv. „Clifford-Elseyev izvještaj”, engl. Clifford-Elsey Report, izvorni naziv „American Relations With The Soviet Union”), u kojemu se, između ostaloga, ukazalo na okolonost kako će Sovjetski Savez kao visokocentralizirana država s lakoćom postiže odlučnost i jasnoću svojih politika, kakvu demokracije teško postižu. Stoga je, prema izvjestiteljima, potrebno u odnosima SAD-a i njegovih saveznika uspostaviti jasnu i čvrstu politiku koja će omogućiti jasnoću i snagu u postupanju. „Svaku nesigurnost i odstupanje Sovjeti će odmah prigrabiti i iskoristiti na našu štetu”, objašnjavali su Clifford i Elsey. U sažetku izvještaja Clifforda i Elseya (opsega tri stranice) jasno se naznačava kako je sovjetsko vodstvo uvjereno u neizbježnost sukoba između SSSR-a i „kapitalističkih država”, stoga nastoje što brže ojačati snagu Sovjetskog Saveza, istodobno „slabeći sve države koje bi se mogle smatrati neprijateljskima” te upravljajući vanjskopolitičkim aktivnosti na način da se „jača relativna snaga Sovjetskog Saveza na štetu njegovih potencijalnih neprijatelja”. Navode kako u budućnosti treba postupati sa spoznajom kako je Sovjetski Savez sve sporazume potpisane proteklih godina spremno kršio čim bi se to pokazalo korisnim za njegove interese, kako treba pokušati Sovjetski Savez privoliti na miroljubivu suradnju te da ga se uvjeri kako je moguć „miroljubivi suživot između kapitalizma i komunizma”, ali i kako treba uzeti da bi SSSR mogao u svakom trenutku pribjeći širenju pomoću otvorenoga ratovanja, te predlažu osiguranje dostatne oružane sile za obuzdavanje takvih mogućih sovjetskih pokušaja.
U obraćanju Kongresu s prijedlogom pružanja pomoći Grčkoj i Turskoj, predsjednik Harry Truman izjavio je kako njima „osim SAD-a niti jedna druga nacija nije u stanju pružiti potrebnu pomoć”, te da je Velika Britanija izričito poručila (upozorila) kako nije u stanju dalje nastaviti podupirati te dvije države i ostale diljem svijeta koje je do tada podupirala. Izjavljuje i kako je on kao predsjednik SAD-a „svjestan širokih implikacija koje mogu nastati povodom odluke Sjedinjenih Država da pruže pomoć Grčkoj i Turskoj”, ali kako valja sagledati kako su „narodima raznih zemalja svijeta nametnuti totalitarni režimi protiv njihove volje” te da se „u jednom broju drugih zemalja odvijaju sada slični procesi”. Truman je Kongresu naznačio mogućnost nametanja nadzora "naoružane manjine" nad Grčkom, što bi imalo izravan i trenutan utjecaj na Tursku, te bi se „zbunjenost i nered mogli raširiti na čitav Bliski Istok”. Stoga je Truman predložio Kongresu u odnosu na Grčku i Tursku, ali potom i u odnosu na čitav svijet, američku politiku „podupiranja slobodnih naroda koji se odupiru pokušajima pokoravanja od naoružanih manjina ili putem vanjskih pritisaka”, kako potpora treba biti vršena „primarno putem gospodarske i financijske pomoći koja je od bitnog značaja za gospodarsku stabilnost i uredne političke procese”. Dodatno je Truman ocijenio: „Sjeme totalitarnih režima niče iz bijede i oskudice. Oni se razvijaju iz zlog tla siromaštva i razdora. Oni dostižu svoj puni razvoj kada je nada naroda za bolji život umrla. Moramo tu nadu održati živom.” Naznačio je kako pomoć koju predlaže pružiti Grčkoj (350 milijuna dolara) i Turskoj (50 milijuna dolara) predstavlja tek oko 1 promil onoga što su Sjedinjene Američke Države morale uložiti u vođenje Drugoga svjetskoga rata: „Razumno je skrbiti za to svoje ulaganje i osigurajmo da ono ne bude uzaludno”, ocijenio je Truman.

## Međunarodna politika pod utjecajem Trumanove doktrine
Jedan od prvih poteza u postupanju slijedom Trumanove doktrine bilo je pokretanje Marshallova plana u lipnju 1947. god., za gospodarsku pomoć Europi u obnovi od posljedica Drugoga svjetskog rata. Jedan od ključnih savjetnika državnog tajnika (ministra vanjskih poslova) SAD-a Georgea F. Marshalla u razradi plana bio je već gorespomenuti stručnjak za Sovjetski Savez i tvorac koncepta „containmenta” George F. Kennan. Kennan je predložio rad na suzbijanju inflacije i neimaštine u Europi, te osposobljavanje europskih zemalja u odupiranju širenja komunizma podupiranjem međusobna gospodarska povezivanja tih država (to će, SAD-om potaknuto, udruživanje vremenom dovesti do osnivanja Europske zajednice). Sjedinjene Američke Države su kod pokretanja Marshallovog plana pozvali na sudjelovanje i Sovjetski Savez i s njim povezane zemlje pod komunističkom vladavinom. Kako je George F. Kennan i predvidio, sve te zemlje odbile su surađivati u provođenju američkoga plana gospodarske pomoći.
U razdoblju 1949.-1952. god. je od 28 milijardi (tadašnjih) dolara pomoći stranim zemljama koju je pružio SAD u okvirima primjene Trumanove doktrine, oko trećinu predstavljala vojna pomoć. Sljedećih osam godina - koje su bile obilježene vođenjem Korejskoga rata - od 40 milijardi dolara pomoći, na vojnu je otpadala približno polovina.
Polazeći od podrške antikomunizmu koju je dobio prigodom predstavljanja svoje doktrine, predsjednik Harry S. Truman je 1950. godine uključio Sjedinjene Američke Države u Korejski rat. Kasnije se SAD s osloncem na istu doktrinu uključio i u Vijetnamski rat.

## Vanjske poveznice
- Truman Library website with papers related to the Truman Doctrine  Arhivirana inačica izvorne stranice od 30. rujna 2008. (Wayback Machine)
- Full text of the speech  Arhivirana inačica izvorne stranice od 4. prosinca 2004. (Wayback Machine)